# 男はつらいよ 噂の寅次郎
『男はつらいよ 噂の寅次郎』（おとこはつらいよ うわさのとらじろう）は、1978年12月27日に公開された日本映画。『男はつらいよ』シリーズの22作目で、マドンナ大原麗子の1作目になる（2作目は、第34作『男はつらいよ 寅次郎真実一路』）。同時上映は吉幾三主演の『俺は上野のプレスリー』。

## あらすじ
寅次郎が旅先で見る夢では、時代劇の柴又村。雪の中、百姓の娘の「おさく」は「寅地蔵」にお供えをして祈る。悪い商人の「タコ兵衛」が百姓一家に借金を返せとせまり、おさくが身を売ることになる。高僧の姿をしてそこに現れた地蔵の化身の寅次郎はタコ兵衛たちを倒し、小判や米俵などを出現させて、百姓一家を救うのであった。
寅次郎は東京に来た折、その日が彼岸だということに気付いて親の墓参りをする。そんな寅次郎の姿にとらやの人びとは感激するが、金策に行ったタコ社長が一時行方不明になり、寅次郎はもしかして自殺をしたのではないかと心配する。そこに帰ってきた社長が酔っ払っていたことが原因で喧嘩をした寅次郎は、柴又から出ていく。
旅に出た寅次郎は、大井川の橋の上ですれちがった雲水（大滝秀治）から「女難の相が出ている」と言われる。とあるダムで事情がありそうな娘・瞳（泉ピン子）を見かけた寅次郎は「女難の相」という言葉が一瞬頭をかすめるが、放っておけずに声をかける。結婚を前提に散々貢いだ男性に、他の女性との結婚を理由に振られたという瞳の辛い事情を聞き、話がまったく途切れない瞳に圧倒されつつも慰める。
瞳に奢って懐がすっかり寂しくなってしまった寅次郎だが、木曾に向かうバスの中で、偶然、博の父・飈一郎（ひょういちろう、志村喬）と出会い、温泉宿に一緒に出かける。彼に「いくら美人でも、死んじまえば骸骨」と人生のはかなさについて諭され、「女難の相」が気になっている寅次郎は、その逸話が載っている『今昔物語』の本を借りて、反省して柴又に帰る。
翌朝、寅次郞はとらやを発って、修行の旅へと出ようとする。ところがそこへ職業安定所の紹介で店を手伝い始めていた荒川早苗（大原麗子）が出勤して来ると、寅次郎は彼女の美しさにギョッとし、すったもんだの末に旅に出るのをやめる。早苗が結婚していることを知り意気消沈するが、現在別居中で離婚もやむなしと思っていることを聞いて、にわかに元気になる。第一印象は互いにあまりよくなかった二人だが、二人で留守番をしていた時の寅次郎の優しい心づかいは早苗の見方を変え、また、離婚して元気のない早苗を励まそうとして、ついドジを踏んでしまう寅次郎の様子が何よりも早苗の心を癒やす。しかし、それが寅次郎の「女難」なのか、早苗が「寅さん、好きよ」とまで言ったことには、とらや一家の心配は募るばかりであった。
しばらくして早苗の引っ越しの手伝いに出かけた寅次郎は、従兄の添田肇（室田日出男）を紹介される。高校で教師をしている添田は、生徒を連れてキビキビと手伝っていたが、寅次郎に運送屋と誤解されるほど朴訥とした雰囲気であった。離婚の仲介をするほど早苗の兄貴分的な存在であったが、密かに彼女を慕っていた。
やがて添田がとらやに早苗を訪ねてくる。添田は外出している早苗をしばらく待っていたが、意を決したように立ち上がると、早苗への伝言と預金通帳を寅次郎に託す。その時早苗が戻って来たが、一言言っただけで添田は立ち去ってしまう。添田の伝言は「僕は故郷の小樽に就職口が見つかったので、当分会えないけど、早苗には元気でいて欲しい」という内容で、預金通帳には100万円の数字が記入されていた。添田の気持ちを悟った寅次郎は、「あんたのことがずっと前から好きだったんだよ。不器用だから、口でうまいことが言えないんだよ。早く行ってやんなよ」と、ためらう早苗を説得する。寅次郎の顔を見つめていた早苗は、振り返ると駅に向かって駈けだした。自らライバルを助ける形で「失恋した」寅次郎は、例によって家族の止める声も聞かず、旅に出る。
正月になって小樽にいる早苗から年賀状が来る。旅先の寅次郎はいつぞやの雲水と礼を交わす。直後、蒸気機関車の車中で兄妹のような関係だったという男性と赤石温泉へ新婚旅行中の瞳と再会する。相変わらずの瞳の元気ぶりに圧倒される寅次郎であった。

## スタッフ
- 監督：山田洋次
- 製作：島津清
- 脚本：山田洋次、朝間義隆
- 音楽：山本直純

## キャスト
- 車寅次郎：渥美清
- さくら：倍賞千恵子
- 車竜造：下條正巳
- 車つね：三崎千恵子
- 博：前田吟
- 社長：太宰久雄
- 源公：佐藤蛾次郎
- 満男：中村はやと
- さくの父：吉田義夫
- 田舎の住職：明石潮
- 江戸川岸の画家：津嘉山正種
- 江戸川のカップル：久世龍之介
- 遠藤正登
- 友子の亭主:熊倉正博
- とらやの客:池田まさる
- 早苗の姉(友子):宗田千恵子
- 滝真奈美
- ご近所:光映子
- 同:泉マキ
- 印刷工:長谷川英敏
- 同:木村賢治
- 同:羽生昭彦
- 同・中村：笠井一彦
- 小島瞳：泉ピン子
- 添田肇(早苗の従兄妹)：室田日出男
- 旅の雲水：大滝秀治
- 御前様：笠智衆
- 博の父、飈一郎：志村喬
- 早苗：大原麗子
- 備後屋 : 露木幸次（ノンクレジット）
- ご近所：谷よしの（ノンクレジット）
- 同:高木信夫（ノンクレジット）
- 同:土田桂司（ノンクレジット）
- 同:秩父晴子（ノンクレジット）

## 記録
- 観客動員：191万5000人[4]
- 配給収入：11億6000万円[1]（11億7000万円[4]とも）

## エピソード
- この作品よりパナビジョンレンズにて撮影されている。
- DVDに収録されている特典映像の「寅さんが好き」「特報」「予告編」には、撮影シーン、オフショットの他、次のような没シーンが挿入されている。
  - 「本編から削除されたシーン」とテロップが入っているカットシーン2枚(「寅さんが好き」)
  - 啖呵売を見ている瞳のシーン(「特報」「予告編」)
  - 花を持って道を歩く別作品のシーン(「特報」)
  - 寅がタクシーから降りて背伸びをするシーン(「特報」)
  - 寅がタクシーに乗っており、外で飈一郎が写真撮影をしているシーンで、本編では寅は寝たり起きたりしているが本編ではずっと寝たままになっている。
  - 寅がとらやでみんなを集めて昔話を語るシーン。本編ではおいちゃんのセリフが「昔あるところに男がいた」だが、予告編では「昔あるところに一人の男がいた」など若干変更されている。
  - 早苗がとらやでお弁当を食べるシーン。本編では「なにがおかしい」となっているが予告編では「なにかおかしいんですか」など若干台詞等が変わっている。
  - 源公がヨーヨーをしながら玩具屋から出てくるベル作品のシーン(「予告編」)
- 飈一郎が寅次郎に語る今昔物語は、巻第十九（本朝 付仏法）「春宮の蔵人宗正出家する語 第十」に近似する。
- 使用されたクラシック音楽（判明した曲）
  - テクラ・バダジェフスカ作曲：『乙女の祈り』オルゴール～店番をする早苗と寅さん。柴又商店街から聞こえてくる。
  - ヴォルフガング・アマデウス・モーツァルト作曲「ピアノ協奏曲第20番 ニ短調 K.466」から第2楽章 ロマンツェ～早苗と肇が会う喫茶店で流れる。

## ロケ地
- 長野県木曽郡木曽町（徳音寺・夢から覚める）、木曽郡南木曽町(木曽紅葉館)、木曽郡大桑村(妙覚寺、須原宿、定勝寺、旅館庭田屋)
- 静岡県島田市（蓬萊橋、大井神社・啖呵売、塩郷ダム、千頭駅）、榛原郡川根本町(塩郷駅)
- 東京都葛飾区(京成立石駅、柴又晃文堂・早苗が電話をかける)、江戸川区(北小岩・早苗のアパート)、台東区（浅草寺・啖呵売）、墨田区(旧墨田区役所・現第一ホテル両国[5])
- 神奈川県藤沢市(龍口寺付近・柴又の結婚式場として撮影)
- 北海道小樽市
- 大井川鐵道

佐藤(2019)、p.626より